# Ali Reza Arabnia
Ali Reza Arabnia (Teheran, 16 giugno 1955) è un imprenditore iraniano, Chairman e CEO del gruppo Gecofin Spa. L'azienda opera in diversi settori: industriale, con Geico (di cui Arabnia è stato presidente e amministratore delegato fino al 2020), immobiliare e sociale.

## Biografia
Maggiore di cinque figli, Ali Reza Arabnia nasce da una famiglia di costruttori edili, con una tradizione e cultura imprenditoriale di oltre 100 anni. È sposato con Laura Neri e ha due figli, Daryush Reza Arabnia e Irene Arabnia.
Da adolescente studia a Teheran presso la Alborz High School dove vengono ammessi i 700 migliori studenti iraniani. In seguito, dal 1977, studia, lavora e vive in diversi Paesi di tutto il mondo. Dopo aver proseguito i suoi studi in Inghilterra, si laurea in Business Administration alla John Cabot University, consegue l'MBA all'Università di San Diego e un Master in Cost Engineering all'Università Commerciale Luigi Bocconi a Milano, un dottorato h.c. in Industrial Management dalla John Cabot University a Roma e, infine, un Dottorato h.c. in Business Administration dalla Constantinian University alla Columbia University a New York. 
La sua attività lavorativa presso Geico incomincia negli anni '80 come direttore finanziario presso una filiale in Nigeria dove diventa subito Amministratore Delegato nel 1984, all'età di 29 anni. Da quel momento fino agli inizi degli anni '90, assume la guida di diverse aziende del Gruppo Gecofin portandole da situazioni di difficoltà a posizioni straordinarie di leadership nei loro rispettivi settori con risultati eccezionali. Intanto, nei suoi viaggi nei vari Paesi del mondo, apre società locali.
Nel 1994 con un'operazione di management buy-out acquisisce la Gecofin insieme con la moglie Laura Neri. Nel 2005 rileva Geico da Comau-Fiat e, in soli cinque anni, riesce a risollevare l'azienda da un periodo di crisi e a portarla a essere uno dei leader mondiali dell'industria impiantistica del settore auto.
Nel 2011 Arabnia sigla l'alleanza con Taikisha, colosso giapponese del settore. Il Gruppo Geico Taikisha, con un turnover di 2 miliardi di dollari, vanta una presenza globale di oltre 45 sedi in 30 Paesi, con più di 5.000 dipendenti. Geico afferma così il suo ruolo di leadership nel settore dell'impiantistica auto in tutti i mercati mondiali, con l'eccezione del Giappone e della Corea del Sud.
Nel 2020 Arabnia passa il testimone al figlio Daryush, che a 36 anni prende le redini di Geico.

## Cariche
Ali Reza Arabnia è membro di diverse organizzazioni industriali, accademiche (tra cui l'associazione Amici dell'Accademia dei Lincei, John Cabot University) e benefiche.

## Premi e riconoscimenti
- Cavaliere del Lavoro.
- Cavaliere di Malta.
- DBA h.c. Columbia University, New York.
- DBA h.c. John Cabot University.
- Premio Spiga d'Oro del Comune di Cinisello Balsamo.
- Premio Torretta Città di Sesto San Giovanni.
- Alumni of the Year 2007 all'Università di San Diego